# Нижньотуломська ГЕС
Нижньотуломська ГЕС — гідроелектростанція у Мурманській області Росії. Знаходячись після Верхьотуломської ГЕС, становить нижній ступінь каскаду на річці Тулома, яка впадає до Кольської затоки Баренцового моря.
У районі станції ліву протоку річки перекриває комбінована гребля висотою 29 метрів, яка включає земляну ділянку довжиною 268 метрів та бетонну водопропускну секцію довжиною 58 метрів з трьома шлюзами. У правій протоці (підвідному каналі довжиною 1,5 км) розміщений русловий машинний зал довжиною 84 метра, сполучений з дамбами довжиною 240 та 168 метрів. Разом ці споруди утримують водосховище довжиною 16 км з площею поверхні 38 км2 та об'ємом 390 млн м3 (корисний об'єм 37 млн м3), в якому припустиме коливання рівня у операційному режимі між позначками 17 та 18 метрів НРМ (під час повені до 18,5 метра НРМ).
Станцію ввели в експлуатацію у другій половині 1930-х з чотирма турбінами типу Каплан потужністю по 12,5 МВт. Під час Другої світової війни дві з них були евакуйовані, а в 1948—1949 роках замість них змонтували нові. У кінці 1980-х провели модернізацію станції, яка включала заміну турбін на пропелерні зі збільшеною до 14,3 МВт потужністю. Гідроагрегати використовують напір у 17 метрів та забезпечують виробництво 250 млн кВт-год електроенергії на рік.
Відпрацьований ресурс потрапляє у нижній б'єф, в якому для нормального проходження води прокладено відвідний канал довжиною 1 км.
Видача продукції відбувається по ЛЕП, розрахованим на роботу під напругою 35 кВ, 110 кВ та 150 кВ.